# 川南町立東小学校
川南町立東小学校（かわみなみちょうりつ ひがししょうがっこう）は、宮崎県児湯郡川南町川南（川南町の北東部）にある公立の小学校。

## 概要
歴史
1873年（明治6年）創立の「大久保小学校」と1947年（昭和22年）創立の宮崎師範学校農村学校附属「豊原小学校」の2校が1948年（昭和23年）に統合の上、「東小学校」となった。2023年（令和5年）には創立75周年を迎えた。
校章
1953年（昭和28年）制定。桜の花弁を背景にして、中央に校名の「東」の文字（縦書き）を配している。
校歌
1953年（昭和28年）制定。作詞は小森理一、作曲は園山民平による。歌詞は3番まであり、各番の歌詞中に校名の「東校」が登場する。
通学区域
「川南町内の学校の通学区域」（川南町ウェブサイト）を参照。中学校区は川南町立唐瀬原中学校。

## 沿革
旧・猪之久保小学校→大久保小学校
- 1873年（明治6年）2月17日 - 尾久保に，「第五大学区二十六番中学区 猪之久保小学校」として開校。
- 1880年（明治13年）12月 - 教育令施行により、「公立初等猪之久保小学校」に改称。
- 1885年（明治18年）6月 - 統合により「小池小学校 猪之久保分校」となる。
- 1886年（明治19年）3月 - 小学校令施行。小池小学校から分離の上、簡易科（3年制）を設置の上、「簡易猪之久保小学校」に改称。
- 1889年（明治22年）5月1日 - 町村制施行により、児湯郡2村（平田・川南）が合併の上、「川南村」が発足。
- 1890年（明治23年）- 尋常科（4年制）を設置の上、「尋常猪之久保小学校」に改称。
- 1892年（明治25年）4月 - 「猪之久保尋常小学校」と改称。
- 1897年（明治30年）1月 - 塩付に新校舎を新築の上、移転を完了。
- 1899年（明治31年）10月 - 「大久保尋常小学校」と改称。
- 1901年（明治34年）4月 - 補習科を廃止。
- 1906年（明治39年）2月 - 下肥に移転。
- 1908年（明治41年）4月 - 改正小学校令により、尋常科（義務教育年限）が4年制から6年制に改められる。尋常科5年を新設。
- 1909年（明治42年）4月 - 尋常科6年を新設。
- 1926年（大正15年）2月 - 運動場を拡張。
- 1936年（昭和11年）3月 - 校旗を制定。
- 1940年（昭和15年）5月 - 奉安殿が完成。
- 1941年（昭和16年）4月1日 - 国民学校令施行により、「川南村大久保国民学校」と改称。尋常科を初等科に改める。
- 1943年（昭和18年）4月1日 - 高等科（2年制）を併置（川南国民学校高等科への通学路が軍の駐留により遮断され、通学が困難になったため）。
- 1945年（昭和20年）8月27日 - 台風により、校舎が倒壊。
- 1947年（昭和22年）4月1日 - 学制改革（六・三制の実施）により、新制小学校「川南村立大久保小学校」に改組・改称。

旧・豊原小学校
- 1947年（昭和22年） 
  - 9月19日 - 宮崎師範学校農村附属小学校として、「川南村立豊原小学校」が創立・開校。
  - 9月22日 - 入校式を挙行。
    - 当時、宮崎師範学校の仮校舎が豊原の旧兵舎にあったので、そこに設置されることとなった。
    - 校長に宮崎師範学校主事の長塩馬十太が就任。大久保小学校から57名、川南小学校から250名の児童が転入。

統合・東小学校
- 1948年（昭和23年）
  - 11月11日 - 川南村立大久保小学校と川南村立豊原小学校の2校が統合の上、「川南村立東小学校」となる。
  - 11月23日 - 父母と先生の会を結成。
- 1949年（昭和24年）
  - 2月 - 運動場が完成。
  - 8月 - 校舎（第二次）改築工事が完了。
- 1950年（昭和25年）5月 - 講堂が完成。
- 1952年（昭和27年）8月 - 新校舎が完成。
- 1953年（昭和28年）
  - 2月11日 - 町制施行により、「川南町立東小学校」（現校名）に改称。
  - 11月 - 校歌・校章・校旗を制定。
- 1954年（昭和29年）
  - 4月 - 運動場を拡張。
  - 11月 - 校舎（2教室）を増築。
- 1955年（昭和30年）1月 - 理科室を設置。
- 1956年（昭和31年）3月 - 学校給食を開始。
- 1960年（昭和35年）7月 - 校区内各地区に親子会を結成。
- 1965年（昭和40年）4月 - 家庭教育学級を開設。
- 1968年（昭和43年）3月 - プールが完成。
- 1969年（昭和44年）1月 - 学校林を廃止。
- 1970年（昭和45年）3月 - 川南町学校給食共同調理場の完成により、学校調理場を廃止。
- 1971年（昭和46年）
  - 3月 - 桜の木60本を校庭周辺に植樹。
  - 5月31日 - 特殊学級を開設。
- 1973年（昭和48年）4月 - 鉄筋コンクリート造校舎が完成。
- 1976年（昭和51年）2月 - 普通教室（2教室）を増設。
- 1977年（昭和52年）2月 - 体育館が完成。
- 1979年（昭和54年）3月 - 創立30周年を記念して、運動場に芝を植える。
- 1981年（昭和56年）12月 - 校舎を増築。
- 1987年（昭和62年）2月 - 正門の改修工事が完了。
- 1990年（平成2年）6月 - 交通公園・緑陰教室が完成。
- 1994年（平成6年）8月 - 校舎の大規模改修が完了。
- 1997年（平成9年）4月1日 - 特殊学級再開設
- 1998年（平成10年）11月 - 創立50周年記念式典を挙行。
- 2003年（平成15年）4月1日 - 特殊学級を増設。
- 2007年（平成19年）2月 - 体育館の耐震工事を完了。
- 2017年（平成29年）4月1日 - 特別支援学級を開設。

## 交通
最寄りの鉄道駅
- JR九州 日豊本線 「川南駅」

最寄りのバス停留所
- 川南町トロントロンバス 「東別館」バス停（停留所番号116）[3]

最寄りの幹線道路
- 国道10号 「川南町塩付」交差点

## 周辺
- 宮崎県畜産試験場川南支場
- 東地区コミュニティ・センター
- 川南東保育園
- 高鍋警察署塩付警察官駐在所
- 塩付ふれあい農村公園

## 参考資料
- 「川南町史」（川南町, 1983年（昭和58年）11月1日発行）p.799～p.807